# MiiMOSA
MiiMOSA est une entreprise française qui propose une plateforme de financement participatif destinée à financer des projets d’agriculture et d’alimentation durables.
Elle est présente en France et en Belgique.

## Histoire
MiiMOSA est fondée en 2015 par Florian Breton, petit-fils d'agriculteurs originaire du Sud de la France, après une carrière chez Orange et M6,.
Depuis 2015, l'entreprise propose aux particuliers de financer des projets agricoles et alimentaires durables à travers le don avec contreparties. La société annonce une première levée de fonds de 700 000 €. La société s'implante en Belgique en 2017,.
L'entreprise se finance notamment en prélevant une commission sur les contributions des donateurs, plafonnée à 10 %.
En 2017 la société lève 3 millions d'euros.
En 2018, MiiMOSA lance le prêt rémunéré en plus du don avec contrepartie. Cependant, à la différence des prêts que les banques octroient aux agriculteurs, les financements via MiiMOSA ne sont jamais assortis de la moindre garantie.
En 2019, elle obtient l’agrément de Conseiller en investissement participatif, régulé par l’Autorité des marchés financiers (AMF). Depuis, au-delà des particuliers, les personnes morales — entreprises ou associations — peuvent investir dans des projets.
En 2019 une boutique éphémère est ouverte dans le quartier du Marais pour l'opération marché de Noël : les produits sélectionnés sont confiés en dépôt-vente au site, qui se charge de la commercialisation moyennant une commission de 35 %.
En 2020, l'entreprise lève 7,5 millions d’euros, puis 2,2 millions en 2022.
Cette même année, MiiMOSA lance un fonds de dette dédié à la transition agricole et alimentaire. Abondé par entre autres l'ADEME ou la Fondation Daniel et Nina Carasso, il est de 30 millions à son lancement,,.

## Partenariat d'entreprises
Des entreprises soutiennent des projets via des dotations ou des prêts : ainsi Airbnb (agritourisme), L’Oréal (agriculture biologique), Carrefour (transition alimentaire). Groupama (offre de financement pour ses sociétaires). Nestlé, Le groupe Danone, le groupe D'Aucy sont également partenaires de l'entreprise.

## Exemples de projets financés

### Prêt rémunéré
La marque “C'est qui le Patron ?!”, la Coopérative agricole Provence Languedoc, Ecoserres en Corrèze, ont recours à MiiMOSA.
L'entreprise se positionne également sur le secteur des énergies renouvelables agricoles avec le financement d’une centrale hydraulique ou de projets de méthanisation agricole.

### Don avec contrepartie
En 2019, l'installation d'un magasin Biocoop à Belle-Île est financée en collectant 50 740 € auprès de 409 contributeurs. En 2020, la plateforme s’associe au marché de Rungis et à sept autres startups pour créer le « Collectif solidaire » visant à récupérer des dons afin de livrer des repas aux soignants pendant la pandémie de Covid-19.

## Prêts non remboursés
A ce jour, plusieurs projets n'ont pas été remboursés aux épargnants à la suite de la liquidation judiciaire des entreprises ayant emprunté de l'argent aux particuliers. Parmi elles, on peut citer par exemple la société Poulehouse ou encore SAS Hirondelle créée et dirigée par Victor Lasch.